# Röd solsjöstjärna
Röd solsjöstjärna (Crossaster papposus), även kallad bara röd solstjärna eller solstjärna, är en art i klassen sjöstjärnor.

## Kännetecken
Sjöstjärnan kan bli 25–35 centimeter i diameter och har vanligen mellan 8 och 14 armar. Färgen varierar men är typiskt rosarödaktig till purpurrödaktig med koncentriska ljusare vitaktiga, rosaaktigt eller mörkare röda band.

## Utbredning
Den röda solsjöstjärnan förekommer längs kusterna till norra Atlanten och norra Stilla havet.

## Levnadssätt
Den lever på steniga till något sandiga bottnar, från lågvattenlinjen och ner till ett djup på 300 meter. Ofta hittas den på djup mellan 10 och 50 meter. 
Mindre och unga sjöstjärnor söker sig vanligen till grundare vatten, medan större och äldre sjöstjärnor söker sig till större djup.
Dess föda består främst av andra tagghudingar, såsom sjöborrar och andra sjöstjärnor, men den äter också andra ryggradslösa djur, bland annat musslor.